# Георги Рударов
Георги Асенов Рударов е виден български оперен певец, тенор.

## Биография
Георги Рударов е роден в София, в бедно семейство на бежанци от Македония. Брат е на видния режисьор Никола Рударов. В 1948 година Рударов получава похвален диплом на първото общобългарско състезание за певци и инструменталисти. Пее в хор „Гусла“. През 50-те години става водещ тенор на Софийската опера. Играе Радамес от „Аида“, Канио от „Палячи“, Княз Андрей Ховански от „Хованщина“. В 1957 година получава заболяване на гласните струни. Заминава за Германската демократична република на свои разноски, където му правят неуспешна операция. След нея той отива да се лекува в Западен Берлин и става невъзвращенец, което води до пълната забрана негови записи и справки да се появяват в медиите.
Умира на 15 декември 1993 година.